# Сионтгори
Сионтгори (груз. სიონთგორი) — село в Грузии, на территории Тианетского муниципалитета края (мхаре) Мцхета-Мтианети.

## География
Село находится в центральной части Грузии, на расстоянии приблизительно 15 километров (по прямой) к юго-западу от посёлка городского типа Тианети, административного центра муниципалитета. Абсолютная высота — 1060 метров над уровнем моря.

## Население
По результатам официальной переписи населения 2014 года в Сионтгори проживало 49 человек (21 мужчина и 28 женщин). В национальной структуре населения грузины составляли 100 %.
| Год  | Население, человек |
| ---- | ------------------ |
| 2002 | 77                 |
| 2014 | ↘ 49               |